# Rhubuna
Rhubuna là một chi bướm đêm thuộc họ Noctuidae.